# Repne površine zrakoplova
Repne površine su pojam koji u zrakoplovstvu označuje repni dio zrakoplova. Uloga repnih površina je da stvore uravnotežavajuće momente oko težišta zrakoplova i da omoguće upravljanje. Repne površine možemo podijeliti na: vodoravne i okomite. 
Poprečni presjek repnih površina uvijek je simetričan aeroprofil. Sila koja se javlja pri pokretanju komandi repnih površina izaziva promjenu položaja zrakoplova u prostoru.

### Vodoravne repne površine
Pored uzdužne stabilnosti, vodoravne repne površine u letu stvaraju potrebni moment oko poprečne osi zrakoplova, a u cilju promjene položaja u prostoru. Prema položaju postavljanja vodoravnih repnih površina u odnosu na trup, one mogu biti: niske, srednje i visoke ugradnje. Vodoravne repne površine, mogu se izrađivati iz dvije polovice ili iz jednog komada, što ovisi o mjestu ugradnje u trup i međuodnosa s repnim površinama. 
Konstrukcijski su slični konstrukciji krila. Osnovni dijelovi vodoravnih repnih površina su: vodoravni stabilizator, kormilo visine i trimer.

### Okomite repne površine
Zadatak ovih površina je stvoriti moment oko okomite osi zrakoplova, a posljedica tog stvorenog momenta je promjena smjera leta. Upravljanje se vrši preko nožnih papučica koje se nalaze u kabini pilota. Konstrukcijski su slični konstrukciji krila. Osnovni dijelovi okomite repne površine su: okomiti stabilizator, kormilo smjera i trimer.